# Ermanno III di Hochstaden
Ermanno III di Hochstaden, in lingua tedesca Hermann III. von  Hochstaden  detto anche der Reiche (1055 circa – 21 novembre 1099), è stato un arcivescovo cattolico tedesco.
Apparteneva alla nobile famiglia dei conti Hochstaden, ed era fratello di Gerardo I di Hochstaden.

## Biografia
Dal 1076 è documentata la sua posizione di prevosto a Xanten. Dal 1085 al 1089 fu cancelliere dell'Imperatore Enrico IV e dal 1090 al 1095 cancelliere imperiale in Italia.
Nel 1089 divenne arcivescovo di Colonia. Non pare che durante il suo periodo di arcivescovato abbia giocato un ruolo politico autonomo. Fu tuttavia fedele seguace dell'imperatore. Egli favorì persistentemente la riforma dell'abbazia di Siegburg, fondata da uno dei suoi predecessori, Annone II di Colonia. Ebbe parte rilevante anche nell'introduzione della riforma di Siegburg nelle abbazie di Brauweiler e di Mönchengladbach.
Nel 1094 donò al convento di Santa Cecilia diverse proprietà e prebende
Durante i pogrom antisemiti della campagna antiebraica del 1096 egli tentò inutilmente di proteggere gli ebrei di Colonia contro gli attacchi dei loro persecutori.
Il 6 gennaio 1099 incoronò ad Aquisgrana Enrico V di Franconia Re dei Romani.
Morì il 21 novembre 1099 e la sua salma venne inumata nell'abbazia di Siegburg. un suo nipote fu Giovanni I di Kraichgau, vescovo di Spira.